# تومي أندرسون (ممثل)
تومي أندرسون (بالسويدية: Tommy Andersson)‏ هو ممثل سويدي، ولد في 19 نوفمبر 1962 بنورشوبينغ في السويد، وتوفي في 15 أكتوبر 2013 بستوكهولم في السويد.

## وصلات خارجية
- تومي أندرسون على موقع IMDb (الإنجليزية)
- تومي أندرسون على موقع روتن توميتوز (الإنجليزية)
- تومي أندرسون على موقع ألو سيني (الفرنسية)
- تومي أندرسون على موقع قاعدة بيانات الأفلام السويدية (السويدية)
- تومي أندرسون على موقع قاعدة بيانات الفيلم (الإنجليزية)
- تومي أندرسون على موقع كينوبويسك (الروسية)